# Список призёров зимних Олимпийских игр 1952

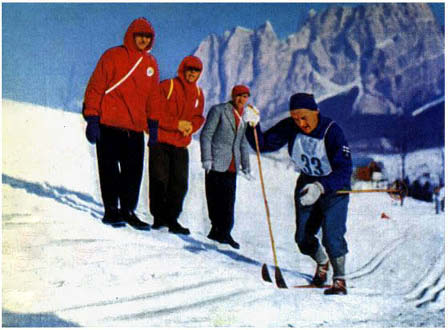
Сверре Стеренсен, бронзовый призёр в лыжном двоеборье, изображён здесь на Зимних Олимпийских играх 1956, которые прошли в Кортине-д’Ампеццо, Италия. На той Олимпиаде норвежец выиграл золотую медаль в этом же виде программы

Ниже представлен список всех призёров зимних Олимпийских игр 1952 года, проходивших в Осло с 14 по 25 февраля 1952 года. В соревнованиях приняли участие 694 спортсмена, представлявших 30 НОК. Было разыграно 22 комплекта медалей в 8 видах спорта. Португалия и Новая Зеландия дебютировали на зимних Олимпийских играх.
По сравнению с Играми в Санкт-Морице, в программу вошли соревнования в лыжном спорте среди женщин (гонка на 10 километров), а также произошла замена в программе горнолыжного спорта: комбинация была заменена гигантским слаломом. Хоккей с мячом был представлен как показательный вид спорта. На Играх было разыграно 5 комплектов медалей среди женщин, медали разыгрывались в лыжном спорте, горнолыжном спорте и фигурном катании.
Победителями медального зачёта стала сборная Норвегии, которая выиграла 16 медалей, включая 7 золотых. США (11 медалей, 4 золотых) и Финляндия (9 медалей, 3 золотых) стали вторыми и третьими в медальном зачёте соответственно. 115 спортсменов представляющие 13 НОК стали призёрами Игр, а 10 НОК выиграли более одной медали. Спортсмены Португалияи и Новой Зеландии впервые приняли участие на зимних Олимпийских играх. Германия, которая пропустила и зимние, и летние игры из-за развязывания Второй мировой войны, вернулась в борьбу за олимпийские медали. В результате войны Германия разделилась на 2 государства: ФРГ и ГДР. На этих играх участвовали только представители ФРГ. Возвращение получилось удачным — немцы выиграли оба бобслейных заезда (двойки и четвёрки). Представители ФРГ победили благодаря ещё не введённому на тот момент правилу о весе спортсменов.
Американский фигурист Дик Баттон успешно защитил титул олимпийского чемпиона Игр 1948 года, став первым фигуристом, сделавшим это. Финская спортсменка Лидия Видеман стала первой женщиной, выигравшей золотую медаль в лыжном спорте. Также стоит отметить тот факт, что обладательницами серебряной и бронзовой медалей стали также представительницы Финляндии Мирья Хиетамиес и Сийри Рантанен соответственно. Спортсмены Финляндии стали обладателями 3 из 4 золотых медалей и 8 из 12 медалей вообще в лыжном спорте. Яльмар Андерсен стал самым успешным спортсменом Игр, выиграв три золотые медали в конькобежном спорте, установив мировые рекорды на двух дистанциях. На дистанции 5000 метров он улучшил мировой рекорд на 11 секунд, а на 10000 метров на 25 секунд. Немка Аннемари Бухнер также выиграла 3 медали в горнолыжном спорте, но ни одна из них не была золотой: 1 серебряная и 2 бронзовые. Всего 18 спортсменов выиграли более чем одну медаль, однако только 4 из них взяли более чем одну золотую медаль, ими стали: Яльмар Андерсен, американка Андреа Мед-Луренс и немецкие бобслеисты Андерль Остлер и Лоренс Ниберль.

## Бобслей
| Дисциплина | Золото                                                                  | Серебро                                                                | Бронза                                                                         |
| Двойки     | Германия · Андерль Остлер · Лоренс Ниберль                              | США · Стенли Бенхам · Патрик Мартин                                    | Швейцария · Фриц Файерабенд · Стефан Вазер                                     |
| Четвёрки   | Германия · Андерль Остлер · Фридрих Кун · Лоренс Ниберль · Франс Кемсер | США · Стэнли Бенхэм · Патрик Мартин · Ховард Крозетт · Джеймс Аткинсон | Швейцария · Фриц Файерабенд · Альберт Мадорин · Андре Филиппини · Стефан Вазер |

## Горнолыжный спорт

#### Мужчины
| Дисциплина        | Золото              | Серебро               | Бронза                |
| Скоростной спуск  | Дзено Коло (ITA)    | Отмар Шнайдер (AUT)   | Кристиан Правда (AUT) |
| Слалом            | Отмар Шнайдер (AUT) | Стейн Эриксен (NOR)   | Гутторм Берге (NOR)   |
| Гигантский слалом | Стейн Эриксен (NOR) | Кристиан Правда (AUT) | Тони Шписс (AUT)      |

#### Женщины
| Дисциплина        | Золото                   | Серебро               | Бронза                 |
| Cкоростной спуск  | Труде Йохум-Байзер (AUT) | Аннемари Бухнер (GER) | Джулиана Минуццо (ITA) |
| Cлалом            | Андреа Мид-Лоуренс (USA) | Осси Райхерт (GER)    | Аннемари Бухнер (GER)  |
| Гигантский слалом | Андреа Мид-Лоуренс (USA) | Дагмар Ром (AUT)      | Аннемари Бухнер (GER)  |

## Конькобежный спорт
| Дисциплина    | Золото                | Серебро                | Бронза                  |
| 500 метров    | Кеннет Хенри (USA)    | Дон МакДермотт (USA)   | Арне Йохансен (NOR)     |
| 500 метров    | Кеннет Хенри (USA)    | Дон МакДермотт (USA)   | Гордон Одли (CAN)       |
| 1500 метров   | Яльмар Андерсен (NOR) | Вим ван дер Ворт (NED) | Роальд Ос (NOR)         |
| 5000 метров   | Яльмар Андерсен (NOR) | Кес Брукман (NED)      | Сверре Хаугил (NOR)     |
| 10 000 метров | Яльмар Андерсен (NOR) | Кес Брукман (NED)      | Карл-Эрик Асплунд (SWE) |

## Лыжные гонки

#### Мужчины
| Дисциплина       | Золото                                                                 | Серебро                                                                           | Бронза                                                                    |
| 18 км            | Хальгейр Бренден (NOR)                                                 | Тапио Мякеля (FIN)                                                                | Пааво Лонкила (FIN)                                                       |
| 50 км            | Вейкко Хакулинен (FIN)                                                 | Ээро Колехмайнен (FIN)                                                            | Магнар Эстенстад (NOR)                                                    |
| Эстафета 4×10 км | Финляндия · Хейкки Хасу · Пааво Лонкила · Урпо Корхонен · Тапио Мякеля | Норвегия · Магнар Эстенстад · Микал Киркхольт · Мартин Стоккен · Хальгейр Бренден | Швеция · Нильс Тепп · Сигурд Андерссон · Энар Юсефссон · Мартин Лундстрём |

#### Женщины
| Дисциплина | Золото              | Серебро               | Бронза               |
| 10 км      | Лидия Видеман (FIN) | Мирья Хиетамиес (FIN) | Сийри Рантанен (FIN) |

## Лыжное двоеборье
| Дисциплина       | Золото               | Серебро           | Бронза                 |
| Лыжное двоеборье | Симон Слоттвик (NOR) | Хейкки Хасу (FIN) | Сверре Стенерсен (NOR) |

## Прыжки на лыжах с трамплина
| Дисциплина       | Золото                 | Серебро                   | Бронза                |
| Большой трамплин | Арнфинн Бергманн (NOR) | Турбьёрн Фалькангер (NOR) | Карл Хольмстрём (SWE) |

## Фигурное катание
| Дисциплина                | Золото                             | Серебро                             | Бронза                               |
| Мужское одиночное катание | Дик Баттон (USA)                   | Гельмут Зайбт (AUT)                 | Джеймс Грогэн (USA)                  |
| Женское одиночное катание | Жанетт Альтвегг (GBR)              | Тенли Олбрайт (USA)                 | Жаклин Дю Бьеф (FRA)                 |
| Парное катание            | Германия · Риа Баран · Пауль Фальк | США · Кэрол Кеннеди · Питер Кеннеди | Венгрия · Марианна Надь · Ласло Надь |

## Хоккей
| Соревнование | Золото | Серебро | Бронза |
| Мужчины      | Канада · Эрик Патерсон · Рэльф Ханш · Уильям Доу · Джон Дэвис · Аллан Первис · Дональд Гоф · Роберт Мейерс · Уильям Гибсон · Дэвид Миллер · Роберт Диксон · Джордж Эйбл · Фрэнсис Салливан · Гордон Робертсон · Льюис Секко · Роберт Уотт · Томас Поллок | США · Дональд Уистон · Рихард Десмонд · Роберт Ромпри · Джозеф Чарнота · Аллен Вэн · Джералд Килмартин · Арнольд Осс · Кеннет Янкель · Клиффорд Хэррисон · Джон Малхерн · Андре Гамбуччи · Рубен Бьеркмэн · Леон Сегларски · Джеймс Седин · Джон Ноа | Швеция · Ларс Свенссон · Турд Флодквист · Руне Юханссон · Оке Андерссон · Ете Алмквист · Ларс Бьерн · Свен Тунман · Ете Бломквист · Свен Юханссон · Еста Юханссон · Ларс Петтерсон · Ханс Эберг · Стиг Твиллинг · Ханс Твиллинг · Эрик Юханссон · Хольгер Нурмела |

## Лидеры по медалям
Ниже в таблице представлены спортсмены, завоевавшие не менее двух наград любого достоинства.
| Спортсмен          | Страна     | Дисциплина         | Золото | Серебро | Бронза | Всего |
| ------------------ | ---------- | ------------------ | ------ | ------- | ------ | ----- |
| Яльмар Андерсен    | Норвегия   | Конькобежный спорт | 3      | 0       | 0      | 3     |
| Аннемари Бухнер    | Германия   | Горнолыжный спорт  | 0      | 1       | 2      | 3     |
| Андреа Мид-Лоуренс | США        | Горнолыжный спорт  | 2      | 0       | 0      | 2     |
| Лоренс Ниберль     | Германия   | Бобслей            | 2      | 0       | 0      | 2     |
| Андерль Остлер     | Германия   | Бобслей            | 2      | 0       | 0      | 2     |
| Хальгейр Бренден   | Норвегия   | Лыжные гонки       | 1      | 1       | 0      | 2     |
| Стейн Эриксен      | Норвегия   | Горнолыжный спорт  | 1      | 1       | 0      | 2     |
| Хейкки Хасу        | Финляндия  | Лыжные гонки       | 1      | 1       | 0      | 2     |
| Тапио Мякеля       | Финляндия  | Лыжные гонки       | 1      | 1       | 0      | 2     |
| Отмар Шнайдер      | Австрия    | Горнолыжный спорт  | 1      | 1       | 0      | 2     |
| Пааво Лонкила      | Финляндия  | Лыжные гонки       | 1      | 0       | 1      | 2     |
| Стенли Бенхам      | США        | Бобслей            | 0      | 2       | 0      | 2     |
| Корнелис Броекман  | Нидерланды | Конькобежный спорт | 0      | 2       | 0      | 2     |
| Патрик Мартин      | США        | Бобслей            | 0      | 2       | 0      | 2     |
| Магнар Эстенстад   | Норвегия   | Лыжные гонки       | 0      | 1       | 1      | 2     |
| Кристиан Правда    | Австрия    | Горнолыжный спорт  | 0      | 1       | 1      | 2     |
| Фриц Фейерабенд    | Швейцария  | Бобслей            | 0      | 0       | 2      | 2     |
| Стефан Вазер       | Швейцария  | Бобслей            | 0      | 0       | 2      | 2     |